# Герб Оттави
Герб Оттави був подарований муніципалітету Оттави Вінсентом Мессеєм 20 жовтня 1954 р.

## Історія

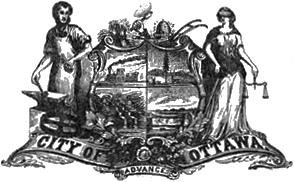
Історичний герб, розроблений Джоном Генрі Вокером

Гравер Джон Генрі Вокер розробив оригінальний герб для міста Байтаун, а згодом — для міста Оттави в 1850-х роках.
У 1954 році герцог Норфолк, виконуючи обов'язки графа маршала, видав патентні листи про надання герба місту Оттаві. Місто офіційно заявило про використання герба, що діяло з 1 січня наступного року.
Після об'єднання міста Оттави з навколишніми муніципалітетами у 2001 році нова міська рада просила передати герб новоствореному муніципалітету. У березні того ж року Канадський геральдичний орган видав новий грант на герб. Новий герб точно такий же, як і старий.

## Символізм
Клейнод
Біла сосна є історичною основою економічної потужності долини Оттави, тоді як маленький значок на дереві належить Байтауну, місту, яке згодом стало містом Оттава.
Щит
Основним елементом щита, хвилястими синіми та білими лініями, є річка Оттава, що проходить зліва направо, а річки Рідо та Гатіно представлені зверху та знизу. Королівська корона натякає на вибір королевою Вікторією Оттави столицею Канади, тоді як кленовий лист є національною емблемою Канади. У верхній частині щита стріли та весло є символом перших жителів регіону, тоді як астролябія в центрі натякає на відкриття Канади Самуелем де Шампленом, а решта інструментів — Джона Ба, будівельника Рідо Каналу.
База
Символізує історію долини Оттави.
Щитотримачі
Лісоруб символізує історичну економічну силу долини Оттави, тоді як офіцер стрілецького полку державної служби натякає на місце Оттави як на центр уряду — державної служби Канади.
Девіз
Адаптовано з девізу міста перед об'єднанням Оттави, «City of Ottawa Advance».